# Fabrício Werdum
Fabrício Werdum (Porto Alegre, 30 de julho de 1977) é um lutador brasileiro de artes marciais mistas (MMA) e ex-campeão do peso-pesado do UFC. Ele também já foi duas vezes campeão mundial de jiu-jítsu, duas vezes campeão do campeonato Abu Dhabi Combat Club World Peso Pesado e campeão europeu de jiu-jitsu. Ele é faixa preta 2º grau de jiu-jitsu, faixa preta em judô e Prajied Preto em muay thai. Werdum já lutou no Pride, no UFC, no Strikeforce e no Jungle Fight.

## Carreira
Nascido em Porto Alegre, no Rio Grande do Sul, Werdum começou a treinar jiu-jitsu brasileiro após ser estrangulado com um triângulo pelo ex-namorado de sua então namorada. Ele treinou com Márcio Corleta na Academia de Porto Alegre, Winner Behring. Após o sucesso no jiu-jitsu brasileiro e no Submission Wrestling, ele começou sua carreira no MMA. Ele chegou à Espanha para se juntar a sua mãe, que havia se mudado para a cidade de Madrid, alguns anos antes. Com 17 anos, logo após a sua chegada à Espanha, quando ele era apenas um faixa-roxa, ele começou a ensinar a arte do jiu-jítsu brasileiro em Madrid e outras cidades da Espanha. Apesar de só treinando com faixas brancas e azuis, ele se tornou um campeão mundial de jiu-jítsu, sendo promovido ao posto de faixa preta três anos depois, pelo mestre Sylvio Behring. Werdum começou sua carreira no MMA no Jungle Fight, Millennium Brawl e World Absolute Fight. Ele tinha um cartel de 4-0-1, incluindo uma vitória contra o especialista em Jiu-Jitsu Gabriel Gonzaga. Ele já foi sparring de Mirko Filipović, de tal modo, contribuindo para sua estreia no Pride.

## PRIDE Fighting Championships
Em 2005, Werdum fez sua estréia no PRIDE contra Tom Erikson, vencendo por finalização. Mais tarde naquele ano, ele enfrentou Roman Zentsov no Pride Final Conflict 2005, ele foi capaz de derrotar Zentsov com um triângulo em 6:01 do primeiro round. Werdum, em seguida, teve a primeira derrota em sua carreira no MMA, quando perdeu para Sergei Kharitonov por decisão dividida no Pride 30. Então, no início de 2006, Werdum derrotou Jon Olav Einemo por decisão unânime no Pride 31.
Ele acumulou um cartel de 3-1 no Pride antes de entrar Pride Open Weight Grand Prix de 2006. Sua primeira luta torneio foi contra o lutador holandês Alistair Overeem, e ele venceu com uma kimura no segundo round. Em seguida, ele enfrentou o ex-campeão peso pesado do Pride, Antônio Rodrigo Nogueira nas quartas de final, perdendo por decisão.
Fabrício em seguida, teve uma curta passagem no 2 Hot 2 Handle, vencendo o russo Aleksander Emelianenko por finalização.

## Ultimate Fighting Championship
Fabricio Werdum estreou no UFC em 21 de abril de 2007, no UFC 70: Nations Collide. Ele enfrentou o ex-campeão peso-pesado do UFC Andrei Arlovski, perdendo por decisão unânime.
No UFC 80, em 19 de janeiro de 2008, Werdum enfrentou Gabriel Gonzaga em uma revanche. Werdum venceu a luta por nocaute técnico. Após resistir a um ataque impressionante, Fabrício utilizou o clinche de Muay Thai e conectou vários golpes com o joelho antes de levar Gonzaga para o chão e aplicar-lhe socos, terminando com a luta.
A próxima luta de Werdum foi contra Brandon Vera no UFC 85. Ele derrotou Vera por nocaute técnico no primeiro round. Werdum conseguiu uma montada com menos de 30 segundos para terminar o primeiro assalto, e conectou uma série de socos sem resposta do adversário. A decisão de parar a luta foi vaiada, devida à pequena quantidade de tempo restante do assalto, embora o tempo oficial de paralisação foi de 4:40 min.
Em sua próxima luta no UFC 90, Werdum era o franco favorito para vencer, mas foi nocauteado em 1:20 do primeiro round via uppercut por Junior dos Santos. Após essa derrota, Werdum foi cortado do UFC.

## StrikeForce
Em seguida, após deixar o UFC, Werdum assinou com o Strikeforce. Ele fez sua estreia no Strikeforce: Carano vs. Cyborg, em 15 de agosto de 2009, contra o também veterano do UFC Mike "MAK" Kyle. Ele venceu por finalização em 1:24 do primeiro round. Werdum seguiu com uma vitória por decisão unânime sobre Antonio "Bigfoot" Silva no Strikeforce: Fedor vs. Rogers.
Werdum enfrentou o ex-campeão peso-pesado do Pride Fiódor Emelianenko em 26 de junho de 2010, no Strikeforce: Fedor vs. Werdum. Em uma enorme vitória de virada, Fedor foi forçado a bater com um triângulo/armlock em 1:09 do primeiro round. A vitória de Werdum acabou com uma invencibilidade de 10 anos de Emelianenko, impulsionando assim o status de Werdum nos rankings dos pesos-pesados. Ele foi classificado como o terceiro melhor peso-pesado no MMA por Sherdog. A vitória sobre Fedor também deu-lhe a distinção de ser o único homem a conseguir vitórias sobre ambos os irmãos Emelianenko.
A revanche contra Alistair Overeem ocorreu em 18 de junho de 2011, no Strikeforce: Dallas, como parte de um torneio de pesos-pesados com oito lutadores. Werdum perdeu para Overeem por decisão unânime. Ele recebeu algumas críticas porque "implorou" para Overeem para lutar com ele no chão, a fim de ficar em uma posição favorável para ele devido à sua técnica de jiu-jitsu brasileiro.

## Retorno ao UFC
Em 5 de fevereiro de 2012, Werdum fez seu retorno ao UFC contra Roy Nelson, no UFC 143. Werdum dominou o primeiro round acertando várias joelhadas em Nelson, abrindo um grande corte em sua testa. Nos outros rounds Werdum continuou com uma sequências de joelhadas, chutes e socos, vencendo assim a luta por decisão unânime (30-27, 30-27 e 30-27).
Depois foi agendada uma luta entre Werdum e Mike Russow no UFC 147. Logo no começo do combate, Werdum acertou um forte uppercut que atordoou Russow e em seguida desferiu uma sequência de socos fazendo o árbitro Herb Dean interromper a luta, quebrando a sequência de 12 vitórias de Russow. 
Werdum foi técnico da segunda edição do TUF Brasil onde enfrentou em uma revanche o lutador Rodrigo Minotauro em junho de 2013. Fabrício venceu a luta por finalização no segundo round.
Por uma chance de disputar o título, Werdum enfrentou Travis Browne no dia 19 de abril de 2014, no UFC on Fox: Werdum vs. Browne. Em uma performance incrível, Werdum venceu a luta por decisão unânime (49-46, 50-45 e 50-45) após cinco rounds.
No duelo entre os treinadores no primeiro TUF América Latina, Werdum tentaria conquistar o cinturão em uma luta contra o campeão Caín Velásquez a ser realizada em 15 de novembro de 2014, na Cidade do México. No entanto, uma lesão tirou Velásquez da luta e o UFC colocou o neozelandês Mark Hunt para disputar o cinturão interino contra o brasileiro. Após um começo de luta turbulento, Werdum conseguiu se recuperar e encaixou uma joelhada voadora que derrubou Hunt; ele então finalizou a luta com alguns socos no ground and pound, tornando-se assim o campeão interino do Peso-Pesado do UFC.

### Cinturão do UFC
A luta com o então campeão Caín Velásquez ocorreu no dia 14 de junho de 2015, na Cidade do México. Os dois lutadores foram os treinadores no primeiro TUF América Latina, que também ocorreu em solo mexicano. Dado como uma grande zebra, Werdum iniciou o primeiro assalto perdendo, após trocação franca com Velásquez. No segundo assalto, após um início equilibrado, Werdum conseguiu reverter a vantagem minando Caín com sequencias de jab-direto e o clinch de muay thai. Sentindo a desvantagem, o corner de Caín pediu que ele tentasse a queda e impusesse seu wrestling. Após uma primeira tentativa de derrubar Werdum, quando por pouco conseguiu escapar de uma "guilhotina", Velásquez tentou nova queda onde já caiu com o golpe do brasileiro perfeitamente encaixado, sendo finalizado com uma "guilhotina". Vitória incontestável do brasileiro, que unificou os cinturões de Interino e Linear dos Pesos-Pesados do UFC.

#### Defesa do Cinturão do UFC
No dia 9 de dezembro de 2015, foi anunciado pelo Ultimate a revanche entre Fabrício Werdum e Caín Velásquez para 6 de fevereiro de 2016, no UFC 196. No entanto, uma lesão em ambos os lutadores cancelaram o combate.

#### Perda do cinturão
Werdum fez sua primeira defesa de título contra o croata-americano Stipe Miočić, em 14 de maio de 2016, no UFC 198. Ainda no primeiro round, Miočić conseguiu encaixar um golpe duro no queixo de Werdum, levando o ex-campeão à lona.

## Títulos e feitos

### MMA
- Ultimate Fighting Championship
  - Campeão do Peso Pesado do UFC (uma vez)
  - Campeão Interino do Peso Pesado do UFC (uma vez)
  - Luta da noite (uma vez) vs. Roy Nelson
  - Performance da noite (três vezes) vs. Mark Hunt, Caín Velásquez e Alexander Gustafsson
- Strikeforce
  - 2010 Apresentação do Ano vs. Fiódor Emelianenko em 26 de junho
  - 2010 Virada do Ano vs. Fiódor Emelianenko em 26 de junho

- World MMA Awards
  - 2010 Apresentação do Ano vs. Fiódor Emelianenko em 26 de junho

- Sherdog
  - 2010 Apresentação do Ano vs. Fiódor Emelianenko em 26 de junho
  - 2010 Virada do Ano vs. Fiódor Emelianenko em 26 de junho
  - 2012 All-Violência segunda equipe

- Bleacher Report
  - 2010 Apresentação do Ano vs. Fiódor Emelianenko em 26 de junho
  - 2010 Virada do Ano vs. Fiódor Emelianenko em 26 de junho

- MMAFighting
  - 2010 Apresentação do Ano vs. Fiódor Emelianenko em 26 de junho

- Fight! Magazine
  - 2010 Virada do Ano vs. Fiódor Emelianenko em 26 de junho

- FightMatrix
  - 2010 Virada do Ano vs. Fiódor Emelianenko em 26 de junho

### Submission
- International Brazilian Jiu-Jitsu Federation (IBJJF)
  - 2004 IBJJF Mundial de Jiu-Jitsu Campeonato Black Belt (medalha de ouro)
  - 2003 IBJJF Mundial de Jiu-Jitsu Campeonato Black Belt Absolute (medalha de bronze)
  - 2003 IBJJF Mundial de Jiu-Jitsu Campeonato Black Belt (medalha de ouro)
  - 2003 Pan American Championships Black Belt Absolute (medalha de prata)
  - 2003 Pan American Championships Black Belt (medalha de bronze)
  - 2002 IBJJF Mundial de Jiu-Jitsu Campeonato Brown Belt (medalha de bronze)
  - 2002 Pan American Championships Brown Belt (medalha de ouro)
  - 2001 IBJJF Mundial Belt Jiu-Jitsu Campeonato Roxo (medalha de prata)
  - 2001 Campeonato Pan-americanos Roxo Belt Absolute (medalha de ouro)
  - 2001 Pan American Championships Roxo Belt (medalha de ouro)
  - 2000 IBJJF Mundial Belt Jiu-Jitsu Campeonato Azul Absoluto (medalha de ouro)
  - 2000 IBJJF Mundial de Jiu-Jitsu Campeonato Azul Belt (medalha de ouro)
  - 2000 Pan American Championships Azul Belt (medalha de ouro)

- Abu Dhabi Combat Club
  - 2011 ADCC Submission Wrestling World Championships (medalha de prata)
  - 2009 ADCC Submission Wrestling World Championships (medalha de ouro)
  - 2007 ADCC Submission Wrestling World Championships (medalha de ouro)
  - 2005 ADCC Submission Wrestling World Championships (medalha de bronze)
  - 2003 ADCC Submission Wrestling Campeonato Mundial Absoluto (medalha de bronze)
  - 2003 ADCC Submission Wrestling World Championships (medalha de prata)

## Vida pessoal
Casado com Karine, Fabrício tem duas filhas: Júlia e Joana. Ele também é fluente em espanhol, tendo vivido na Espanha por 10 anos, possuindo ascendência espanhola por parte de mãe e francesa por parte de pai. É torcedor do Grêmio.

## Cartel no MMA
| Cartel no MMA   |             |            |
| 35 lutas        | 24 vitórias | 9 derrotas |
| Por nocaute     | 6           | 3          |
| Por finalização | 12          | 0          |
| Por decisão     | 6           | 6          |
| Empates         | 1           | 1          |
| No contest      | 1           | 1          |

| Res.    | Cartel     | Oponente                 | Método                                     | Evento                              | Data       | Round | Tempo | Local                                    | Notas |
| ------- | ---------- | ------------------------ | ------------------------------------------ | ----------------------------------- | ---------- | ----- | ----- | ---------------------------------------- | --- |
| NC      | 24-9-1 (1) | Renan Problema           | Sem resultado                              | PFL 3                               | 06/05/2021 | 1     | 2:32  | Atlantic City, New Jersey, United States | Originalmente derrota por TKO (socos); O resultado foi alterado posteriormente para "sem resultado", devido as imagens comprovarem que Renan Problema bateu em um triângulo aplicado por Werdum. |
| Vitória | 24-9-1     | Alexander Gustafsson     | Finalização (chave de braço)               | UFC on ESPN: Whittaker vs. Till     | 25/07/2020 | 1     | 2:30  | Abu Dhabi                                | Performance da Noite. |
| Derrota | 23-9-1     | Oleksiy Oliynyk          | Decisão (dividida)                         | UFC 249: Ferguson vs. Gaethje       | 09/05/2020 | 3     | 5:00  | Jacksonville, Flórida                    | Volta da suspensão. |
| Derrota | 23-8-1     | Alexander Volkov         | Nocaute (socos)                            | UFC Fight Night: Werdum vs. Volkov  | 17/03/2018 | 4     | 1:38  | Londres                                  | Flagrado no exame antidoping e suspenso por 2 anos. |
| Vitória | 23-7-1     | Marcin Tybura            | Decisão (unânime)                          | UFC Fight Night: Werdum vs. Tybura  | 19/11/2017 | 5     | 5:00  | Sydney                                   | |
| Vitória | 22-7-1     | Walt Harris              | Finalização (chave de braço)               | UFC 216: Ferguson vs. Lee           | 07/10/2017 | 1     | 1:05  | Las Vegas                                | |
| Derrota | 21-7-1     | Alistair Overeem         | Decisão (majoritária)                      | UFC 213: Romero vs. Whittaker       | 08/07/2017 | 3     | 5:00  | Las Vegas                                | |
| Vitória | 21-6-1     | Travis Browne            | Decisão (unânime)                          | UFC 203: Miocic vs. Overeem         | 10/09/2016 | 3     | 5:00  | Cleveland                                | |
| Derrota | 20-6-1     | Stipe Miocic             | Nocaute (soco)                             | UFC 198: Werdum vs. Miocic          | 14/05/2016 | 1     | 2:47  | Curitiba                                 | Perdeu o Cinturão Peso Pesado do UFC. |
| Vitória | 20-5-1     | Caín Velásquez           | Finalização (guilhotina)                   | UFC 188: Velasquez vs. Werdum       | 13/06/2015 | 3     | 2:13  | Cidade do México                         | Ganhou e unificou o Cinturão Peso Pesado do UFC; performance da noite. |
| Vitória | 19-5-1     | Mark Hunt                | Nocaute Técnico (joelhada e socos)         | UFC 180: Werdum vs. Hunt            | 15/11/2014 | 2     | 2:27  | Cidade do México                         | Ganhou o Cinturão Interino Peso Pesado do UFC; Performance da Noite. |
| Vitória | 18-5-1     | Travis Browne            | Decisão (unânime)                          | UFC on Fox: Werdum vs. Browne       | 19/04/2014 | 5     | 5:00  | Orlando                                  | Pela vaga de desafiante nº1 ao Título Peso Pesado. |
| Vitória | 17-5-1     | Antônio Rodrigo Nogueira | Finalização (chave de braço)               | UFC on Fuel TV: Nogueira vs. Werdum | 08/06/2013 | 2     | 2:41  | Fortaleza                                | |
| Vitória | 16-5-1     | Mike Russow              | Nocaute Técnico (socos)                    | UFC 147: Silva vs. Franklin II      | 23/06/2012 | 1     | 2:28  | Belo Horizonte                           | |
| Vitória | 15-5-1     | Roy Nelson               | Decisão (unânime)                          | UFC 143: Diaz vs. Condit            | 04/02/2012 | 3     | 5:00  | Las Vegas                                | Luta da Noite. |
| Derrota | 14-5-1     | Alistair Overeem         | Decisão (unânime)                          | Strikeforce: Overeem vs. Werdum     | 18/06/2011 | 3     | 5:00  | Dallas                                   | Quartas de Final do Torneio dos Pesados do Strikeforce. |
| Vitória | 14-4-1     | Fiódor Emelianenko       | Finalização (triângulo com chave de braço) | Strikeforce: Fedor vs. Werdum       | 26/06/2010 | 1     | 1:09  | San José, Califórnia                     | Finalização do ano. |
| Vitória | 13-4-1     | Antônio Silva            | Decisão (unânime)                          | Strikeforce: Fedor vs. Rogers       | 07/11/2009 | 3     | 5:00  | Hoffman Estates, Illinois                | |
| Vitória | 12-4-1     | Mike Kyle                | Finalização (guilhotina)                   | Strikeforce: Carano vs. Cyborg      | 15/08/2009 | 1     | 1:24  | San Jose, California                     | |
| Derrota | 11-4-1     | Junior dos Santos        | Nocaute Técnico (socos)                    | UFC 90: Silva vs Côté               | 25/10/2008 | 1     | 1:20  | Rosemont, Illinois                       | |
| Vitória | 11-3-1     | Brandon Vera             | Nocaute Técnico (socos)                    | UFC 85: Bedlam                      | 07/06/2008 | 1     | 4:40  | Londres                                  | |
| Vitória | 10-3-1     | Gabriel Gonzaga          | Nocaute Técnico (socos)                    | UFC:80 Rapid Fire                   | 19/01/2008 | 2     | 4:34  | Newcastle                                | |
| Derrota | 9-3-1      | Andrei Arlovski          | Decisão (unânime)                          | UFC 70: Nations Collide             | 21/04/2007 | 3     | 5:00  | Manchester                               | Estreia no UFC. |
| Vitória | 9-2-1      | Aleksander Emelianenko   | Finalização (katagatame)                   | 2H2H: Pride & Honor                 | 12/11/2006 | 1     | 3:24  | Roterdã                                  | |
| Derrota | 8-2-1      | Antônio Rodrigo Nogueira | Decisão (unânime)                          | Pride Critical Countdown Absolute   | 01/07/2006 | 3     | 5:00  | Saitama                                  | Quartas de Final do GP de Pesados de 2006 do Pride. |
| Vitória | 8-1-1      | Alistair Overeem         | Finalização (kimura)                       | Pride Total Elimination Absolute    | 05/05/2006 | 2     | 3:43  | Osaka                                    | Primeiro Round do Grand Prix de Peso Aberto do Pride de 2006. |
| Vitória | 7-1-1      | John-Olav Einemo         | Decisão (unânime)                          | Pride 31                            | 26/02/2006 | 3     | 5:00  | Saitama                                  | |
| Derrota | 6-1-1      | Sergei Kharitonov        | Decisão (dividida)                         | Pride 30                            | 23/10/2005 | 3     | 5:00  | Saitama                                  | |
| Vitória | 6-0-1      | Roman Zentsov            | Finalização (triângulo com chave de braço) | Pride Final Conflict 2005           | 28/08/2005 | 1     | 6:01  | Saitama                                  | |
| Vitória | 5-0-1      | Tom Erikson              | Finalização (mata leão)                    | Pride 29                            | 20/02/2005 | 1     | 5:29  | Saitama                                  | |
| Vitória | 4-0-1      | Ebenezer Fontes Braga    | Nocaute (socos)                            | Jungle Fight 2                      | 15/05/2004 | 2     | 1:28  | Manaus                                   | |
| Vitória | 3-0-1      | Gabriel Gonzaga          | Nocaute Técnico (socos)                    | Jungle Fight 1                      | 13/09/2003 | 3     | 2:11  | Manaus                                   | |
| Vitória | 2-0-1      | Kristof Midoux           | Finalização (triângulo com chave de braço) | WAFF 2: World Absolute Fight 2      | 22/03/2003 | 1     | 4:11  | Marrakech                                | |
| Empate  | 1-0-1      | James Zikic              | Empate                                     | Millennium Brawl 8                  | 22/09/2002 | 3     | 5:00  | High Wycombe                             | 1 ponto de dedução para Werdum pela joelhada ilegal ao oponente no chão. |
| Vitória | 1-0        | Tengiz Tedoradze         | Finalização (triângulo)                    | Millennium Brawl 7                  | 16/06/2002 | 1     | 2:50  | High Wycombe                             | |